# La coscienza religiosa nell'uomo moderno
La coscienza religiosa nell'uomo moderno (sottotitolo Note per cattolici "impegnati") è un saggio del 1985 del sacerdote cattolico e teologo Luigi Giussani, fondatore del movimento Comunione e Liberazione.

## Storia editoriale

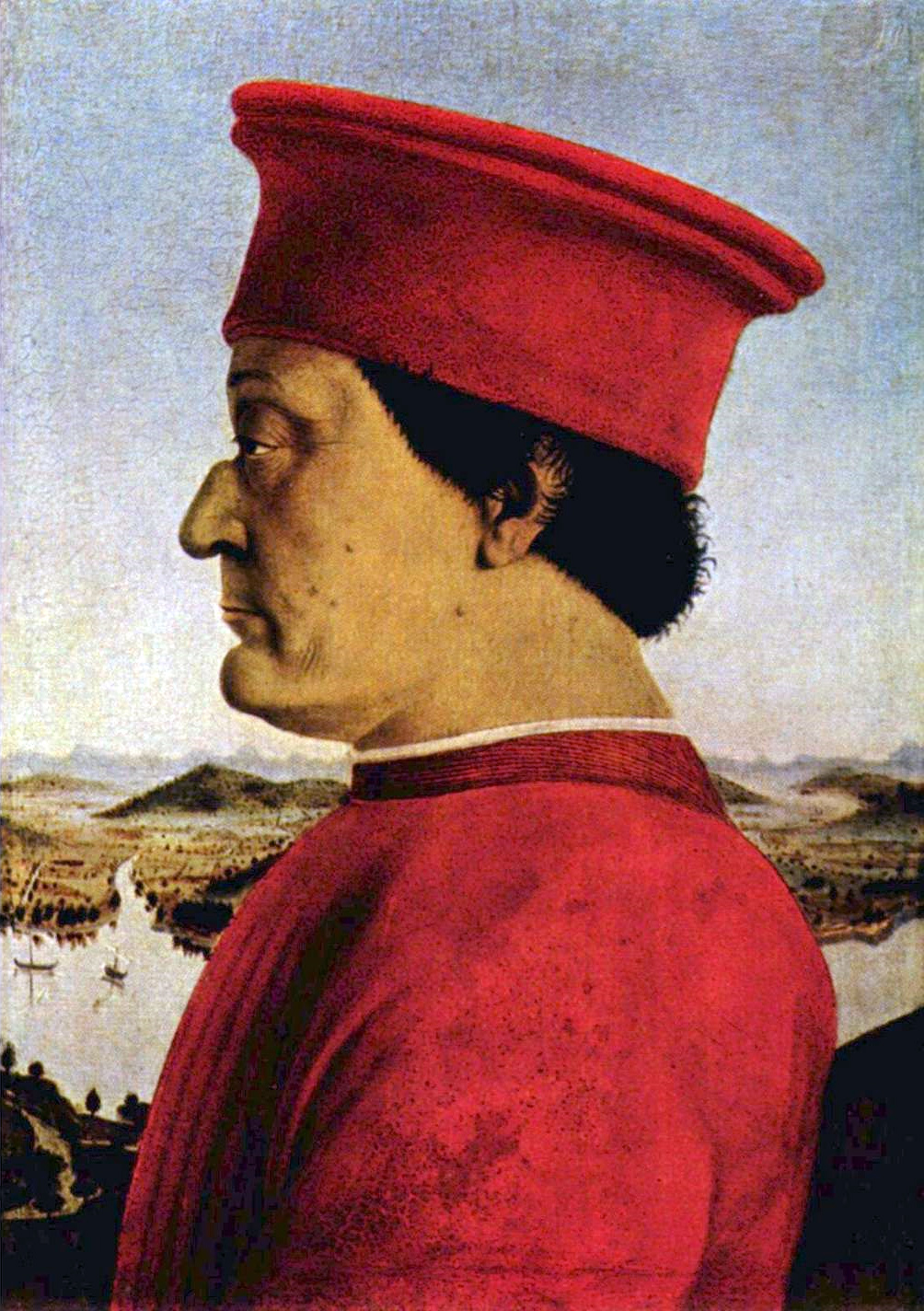
Il ritratto di Federico da Montefeltro di Piero della Francesca (1465-1472 circa) compare sulla copertina de La coscienza religiosa nell'uomo moderno.

Frutto di una serie di conferenze e incontri tenuti da Giussani presso alcune università, il testo, pubblicato dall'editore milanese Jaca Book, individua gli aspetti sociali, culturali e filosofici che impediscono un approccio alla realtà realmente religioso, riallacciandosi e ampliando il contenuto dei capitoli dedicati agli "atteggiamenti irragionevoli" di fronte alle domande del cuore nel basilare testo Il senso religioso (pubblicato nella sua versione definitiva solo l'anno successivo, ma i cui contenuti erano già da tempo la base delle lezioni universitarie dell'autore e della catechesi del movimento di Comunione e Liberazione).
Afferma infatti l'autore nella Premessa che scopo del testo è «identificare innanzitutto una situazione culturale e sociale nel suo aspetto impeditivo di una coscienza religiosa autentica e in secondo luogo l'atteggiamento del cristiano di fronte a tale fatto.»
Nel maggio del 1994 il testo originale fu riproposto da Rizzoli nel volume Il senso di Dio e l'uomo moderno pubblicato all'interno della collana I libri dello spirito cristiano diretta dallo stesso Luigi Giussani con una prefazione del cardinal Joseph Ratzinger. Nello stesso libro fu ristampato anche il testo originale de Il senso religioso pubblicato nel 1966.

## Contenuti
Il libro, testimonianza della personale esperienza della religiosità e della risposta portata dal cristianesimo per Giussani, si divide in due parti il cui titolo riprende un verso dei Cori da "La Rocca" di T.S. Eliot.
(T.S. Eliot, Cori da "La Rocca", coro VII)
Nella prima parte Giussani utilizza proprio il VII coro da La Rocca di Eliot per spiegare, rievocando la storia religiosa dell'umanità, come l'uomo abbia sempre cercato di gettare "un ponte" tra sé e il suo destino. La religione è, secondo l'autore, «il tentativo di costruzione teorica, etica e rituale del modo con cui l'uomo immagina il rapporto con il suo destino». In un certo momento, però, avviene l'imprevisto, un «fatto anomalo», cioè Cristo che pretende di essere la Via, la Verità e la Vita. La risposta dell'uomo moderno appare però essere non tanto la negazione del fatto cristiano, quanto il tentativo di eluderlo, di «non farlo agire come un fattore esistenzialmente vivo, operante nel dinamismo educativo, nel dinamismo dei rapporti sociali, quasi per congelarlo come un fattore obliterato».
Giussani esplora sinteticamente le fasi storiche in cui l'uomo ha stabilito la sua padronanza del cosmo attraverso la ragione: l'uomo padrone del suo destino. In ultima analisi, la posizione umana moderna si sintetizza nell'affermazione secondo cui «Dio, se c'è, non c'entra». Attraverso posizioni come il razionalismo e il laicismo si consuma così una riduzione della ragione, della libertà, della coscienza e della cultura.
Attraverso quella che l'autore definisce una «antropologia della dissoluzione», vengono descritte le conseguenze di tale posizione umana: l'angoscia di fronte l'enigma del destino del mondo e dell'uomo, la disperazione etica per cui all'uomo manca un «approdo sicuro», è incapace di realizzare la propria umanità. Le conseguenze, secondo Giussani, sono antropologiche: la perdita del gusto del vivere, il rifugio nell'ideologia come tentativo di evitare la propria responsabilità personale, la solitudine, lo scorrere del tempo senza senso che è esemplificato con un brano di Cesare Pavese:
(Cesare Pavese, Lo Stedazzu)
L'unico antidoto alla dissoluzione della struttura dell'uomo sembrano essere l'impegno volontaristico, cioè la realizzazione di "progetti", e l'unico argine sembra essere l'affermazione dello Stato come fonte di tutto: «L'ultima salvezza sarebbe assicurata dalla alienazione in una immagine ideologica della società, nella schiavitù mascherata dell'intero popolo ad un potere, cioè ai pochi fortunati che detengono la forza.»
Infine Giussani spiega che tale atteggiamento umano è comunque frutto di una scelta di libertà. Una libera adesione alla realtà, oppure una altrettanto libera scelta di non guardare la realtà. Ma si tratta in ogni caso di una scelta che ha subito «l'influenza di secoli di costruito ateismo». Ateismo che in realtà non è, secondo l'autore, la negazione dell'esistenza di Dio, ma l'esistenziale affermazione di «un dio che non c'entri più con la vita, stimato, onorato magari dogmaticamente, ma che con l'esistenza si vuole che non abbia più nulla a che fare.» Conclude quindi Giussani, riecheggiando ancora Eliot, che «attraverso la giustificazione ultima del razionalismo, l'uomo si acquieta in questa finale schiavitù quando ha rinunciato a tutti gli dèi, eccetto appunto l'usura, la lussuria, sinteticamente, il potere.»
Nella seconda parte del testo Giussani espone la sua idea di come si sia posta storicamente la Chiesa di fronte alla descritta dissoluzione dell'umano attraverso un ateismo pratico ed esistenziale. Innanzitutto quella che definisce una «protestantizzazione del cristianesimo», che ha origine nel passaggio tra l'Umanesimo e il Rinascimento e che si esprime attraverso varie riduzioni: il soggettivismo, il moralismo, l'indebolimento dell'unità organica del fatto cristiano e della Chiesa, cioè l'indebolimento della storia e della tradizione.
Ma la risposta è, secondo l'autore, nell'originalità è dell'annuncio cristiano: «il Cristianesimo è l'annuncio di un Fatto, un Fatto buono per l'uomo.» Il cristianesimo risponde alle esigenze dell'uomo come fatto totalizzante, tutto è compreso, come cultura, come presenza. Cioè, il cristianesimo risponde all'obiezione laicista proprio come fattore che c'entra con la vita, rispondendo storicamente alle esigenze dell'uomo.
Nel Post-scriptum con cui si chiude il libro dice Giussani:

## Edizioni
- Luigi Giussani, La coscienza religiosa nell'uomo moderno, 1ª ed., Milano, Jaca Book, Già e non ancora 125, settembre 1985,  p. 80, ISBN 88-16-30125-2.
- La coscienza religiosa nell'uomo moderno in  Luigi Giussani, Il senso di Dio e l'uomo moderno, 1ª ed., Milano, Biblioteca Universale Rizzoli, I libri dello spirito cristiano, maggio 1994,  p. 144, ISBN 88-17-11115-5.
- La coscienza religiosa nell'uomo moderno in  Luigi Giussani, Opere (1966-1992), Vol. 2, 1ª ed., Milano, Jaca Book, Già e non ancora 274, 1994,  p. 1256, ISBN 88-16-30274-7.